# Bigme
Bigme Cloud Literacy Technology Co., Ltd. (chiń. 深圳市大我云读写科技有限公司) – chińskie przedsiębiorstwo elektroniczne zajmujące się produkcją urządzeń z ekranami e-ink, z siedzibą w Shenzhen (prowincja Guangdong).
Pierwotnie przedsiębiorstwo Xinruizhi Technology (zał. 2008) zajmowało się projektowaniem czytników e-booków oferowanych pod innymi markami (jak np. iReader). Od 2020 r. Bigme Cloud Literacy Technology rozwija urządzenia pod własną marką Bigme (大我).
Oferta producenta obejmuje czytniki e-booków i notatniki elektroniczne, a także monitory i smartfony z wyświetlaczami e-ink. Przedsiębiorstwo skupia się na produkcji większych urządzeń przenośnych z takimi wyświetlaczami (urządzeń siedmio- i dziesięciocalowych), które mogą zarazem służyć jako tablety. Urządzenia Bigme są dostępne na rynku międzynarodowym, działają w oparciu o system Android i zawierają obsługę usług Google Play. Producent jest jednym z głównych chińskich konkurentów Amazon Kindle, przy czym urządzenia Bigme odróżniają się zastosowaniem otwartego systemu Android. Produkty te zyskały popularność w Chinach ze względu na możliwość instalacji aplikacji mobilnych i obsługę wielu platform e-booków, powiązanych z miejscowymi ekosystemami.
W 2023 r. przedsiębiorstwo zaprezentowało komputer all-in-one i monitor z kolorowym ekranem e-ink (Bigme B251). W 2024 r. zapoczątkowano serię smartfonów Bigme HiBreak z wyświetlaczami e-ink (monochromatycznymi i kolorowymi). W 2025 r. Bigme przedstawiło przenośny monitor Bigme B13 z kolorowym ekranem e-ink. 
W 2023 r. przedsiębiorstwo zostało wyróżnione nagrodą za pionierskie osiągnięcia w branży e-papieru, przyznaną przez ePaper Industry Alliance (EPIA) podczas International Internet of Things Exhibition (IOTE) w Shenzhen. 